# Simon-Evangelistar
Das Simon-Evangelistar (russisch Симоновское Евангелие, auch Lotyscha-Evangelistar, russisch Евангелие Лотыша, oder Lettisches Evangelistar, lettisch Latvieša evaņģēlijs) ist eine illustrierte Handschrift in kirchenslawischer Sprache von 1270.

## Beschreibung
Die Handschrift besteht aus 167 Pergamentblättern im Format 27–28 cm × 21–21,5 cm, auf denen Texte aus dem Neuen Testament zur liturgischen Lesung sowie ein Menologion in kyrillischer Schrift geschrieben sind. Vier farbige ganzseitige Miniaturen zeigen die Evangelisten Matthäus, Markus, Lukas und Johannes, bei diesem noch den Apostel Simon als sonst nicht weiter bekanntes Motiv. 363 Initialen sind verziert, davon 167 mit zoomorphen und anthropomorphen Elementen im Nowgoroder Stil, weitere 139 im Nowgoroder Stil, sowie 57 mit spätbyzantinischer Ornamentik im südrussischen Stil.

## Geschichte
Das Evangelistar wurde am 23. März 1270 von Gjurgi (...), genannt der Lette aus Gorodischtsche im Auftrag des Mönches Simon von Sankt Georg abgeschlossen. Dessen Identifizierung ist unsicher. Die russische Kunstgeschichtsschreibung geht davon aus, dass die Handschrift in Nowgorod entstand. Die Miniaturen und viele Initialen sind im Nowgoroder Stil gestaltet. Gorodischtsche wäre die Fürstenburg bei Nowgorod, St. Georg das Georgs-Kloster. Die lettische Geschichtsdarstellung betont, dass der Schreiber ein Lette war, erstmals in einer kirchenslawischen Handschrift als Nationalität genannt. Als Gorodischtsche wird die Burg Jersika im lettgallisch besiedelten Gebiet des Hochstifts Riga angenommen, für die 1209 orthodoxe Kirchen erwähnt wurden. Die Handschrift könnte im benachbarten Fürstentum Polozk entstanden sein, Simon eventuell der dortige Bischof (der allerdings schon 1263 nach Twer gegangen war).
Von 1555 ist eine Notiz in belarussischer oder ukrainischer Sprache erhalten, die auf einen Besitzer in diesem Sprachgebiet verweist. 1825 erwarb sie Graf Nikolai Rumjanzew. 
Heute befindet sie sich in der Russischen Staatsbibliothek in Moskau mit der Signatur Рум. 105.
2017 gab die Orthodoxe Kirche von Riga und ganz Lettland unter Metropolit Aleksandr eine Faksimileausgabe mit Kommentaren und wissenschaftlichen Beiträgen in lettischer, russischer und englischer Sprache heraus.